# Ligmargus kalabi
Ligmargus kalabi là một loài bọ cánh cứng trong họ Elateridae. Loài này được Mertlik miêu tả khoa học năm 2001.